# 保罗·穆尔富特
保罗·穆尔富特（英語：Paul Moorfoot，1960年3月3日—），澳大利亚男子游泳运动员。他曾代表澳大利亚参加1978年英联邦运动会游泳比赛，获得一枚铜牌。他也曾参加1980年夏季奥运会。